# Stema județului Tulcea

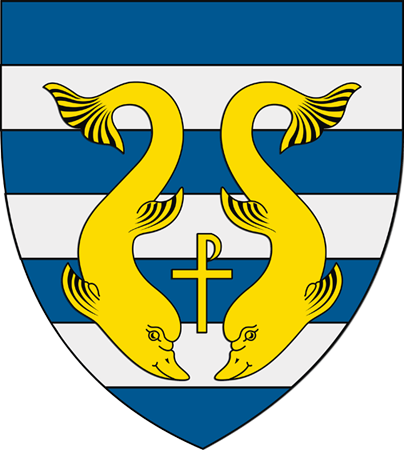
Stema județului Tulcea

Stema județului Tulcea  se compune dintr-un scut albastru, încărcat cu trei fascii orizontale din argint. Pe fundal se profilează doi delfini din aur, afrontați; între cei doi delfini se află o cruce paleocreștină din aur. 
Semnificația elementelor:
- Fasciile orizontale din argint sugerează cele trei brațe ale Dunării la vărsare.
- Cei doi delfini afrontați simbolizeazã Marea Neagră.
- Crucea paleocreștină sugerează importanța zonei în apariția și dezvoltarea creștinismului în România.

## Variante vechi ale stemei

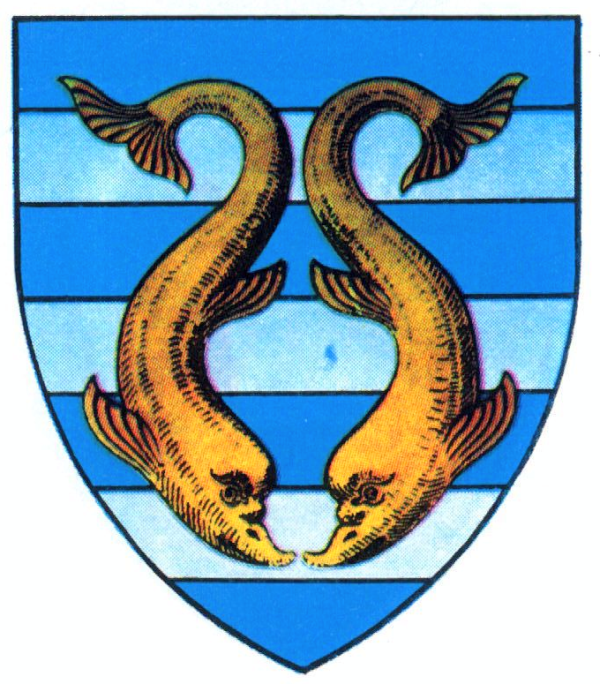
în perioada interbelică
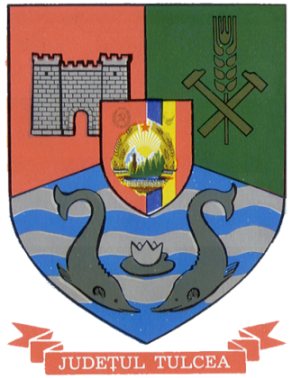
în perioada comunistă